# Liste von Entenrassen
Diese Liste von Entenrassen verzeichnet Namen verschiedener Rassen der Haus- und Warzenente, die vom Europäischen Verband für Geflügel-, Tauben-, Vogel-, Kaninchen- und Caviazucht (Entente Européenne d’Aviculture et de Cuniculture, abk. EE) anerkannt wurden. Rassen und Farbenschläge, die nur von nationalen Verbänden innerhalb des Entente Européenne anerkannt wurden, werden kursiv wiedergegeben. Darüber hinaus wird ihre Herkunft aufgezeigt. Gleiche Rassen können mehrfach erscheinen, wenn sie unter unterschiedlichen Namen bekannt sind.
Die von der Entente Européenne aufgestellten Rassestandards gelten auch für den Bund Deutscher Rassegeflügelzüchter (BDRG), für den Rassezuchtverband Österreichischer Kleintierzüchter (RÖK) und den Schweizer Rassegeflügelzuchtverband (SRGV).

## A
- Allierente, weiß (F)

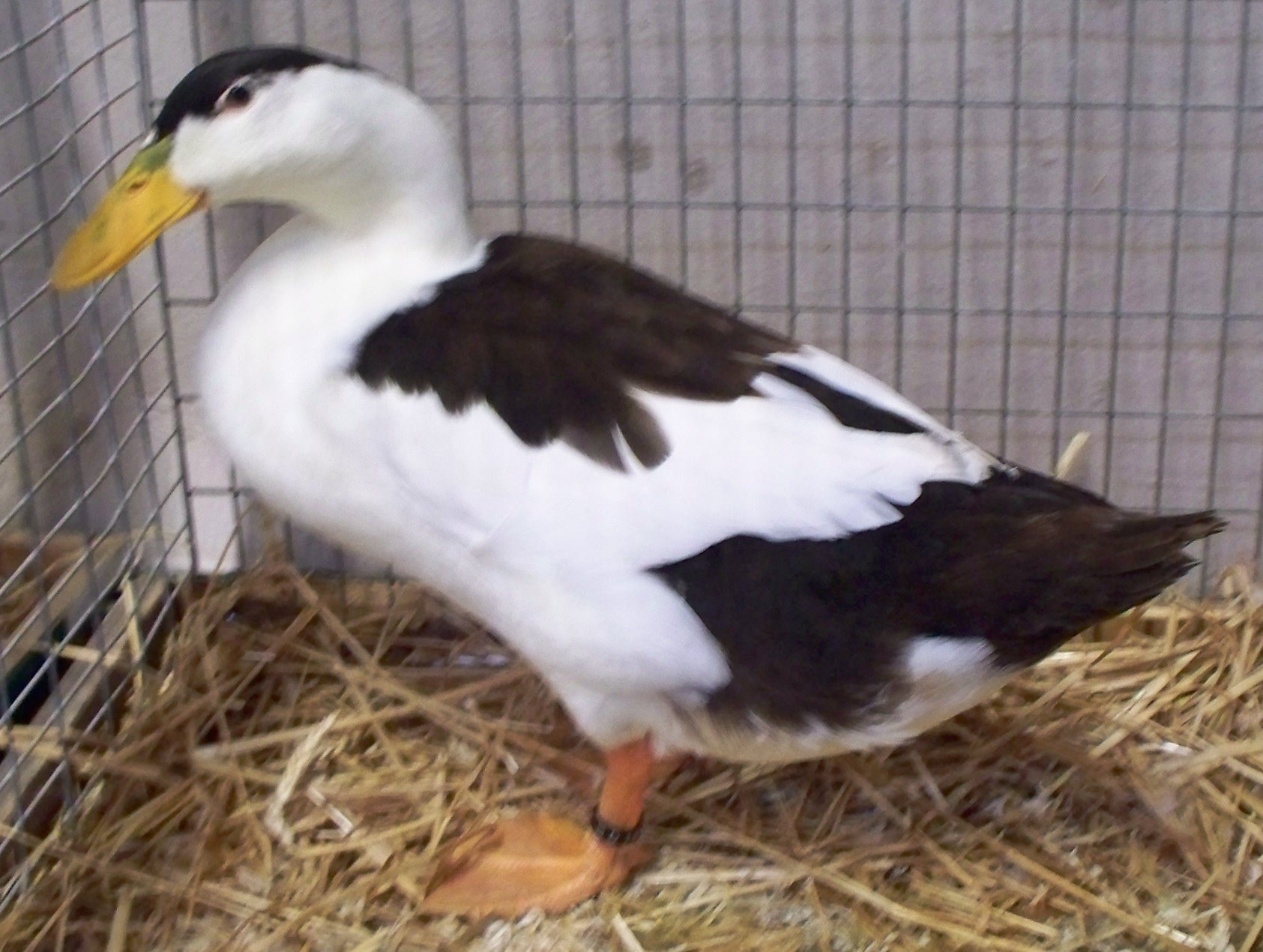
Erpel der Altrheiner Elsterenten

- Altrheiner Elsterente (D), = Magpie-Ente (GB)[1]
  - blau, braun, schwarz
- Amerikanische Pekingente, weiß (EE)[2]
- Appleyardente

→ Silver Appleyard Ente
→ Silver Appleyard Zwergente
- Aylesburyente, weiß (GB),[3] seltene Rasse

## B
- Baliente, alle Farben (Indonesien)
- Barbarie-Ente, → Warzenente
- Bourbourgente, weiß (F), seltene Rasse

## C
- Campbellente (GB)[4]
  - braun-dunkelwildfarbig, weiß
  - khakifarbig

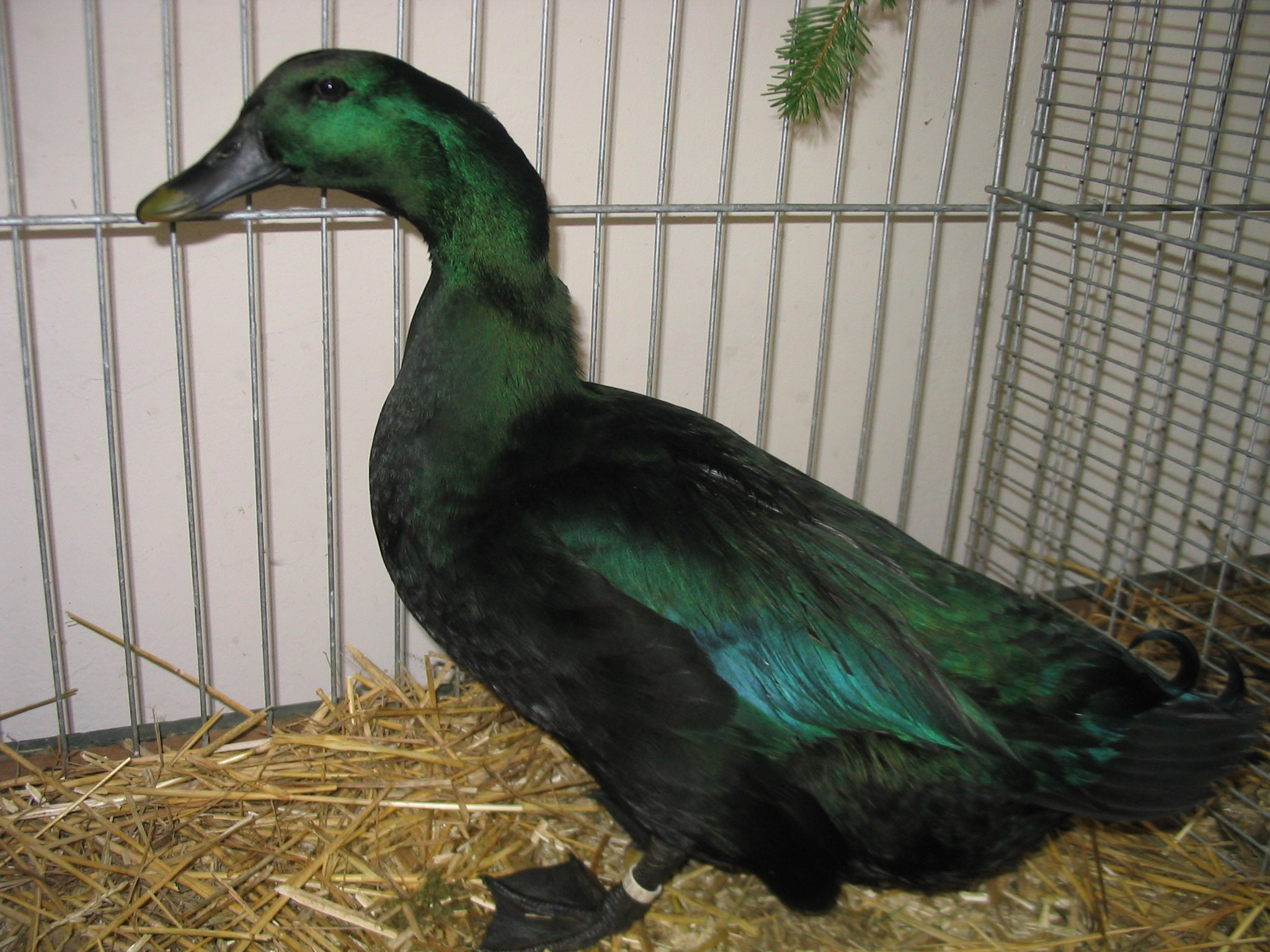
Cayugaente

  - siehe auch: Deutsche Campbellente
- Challansente, forellenfarbig mit Latz (F), seltene Rasse
- Cayugaente, schwarz (EE)[5]

## D
- Dänische Ente (DK)[6]

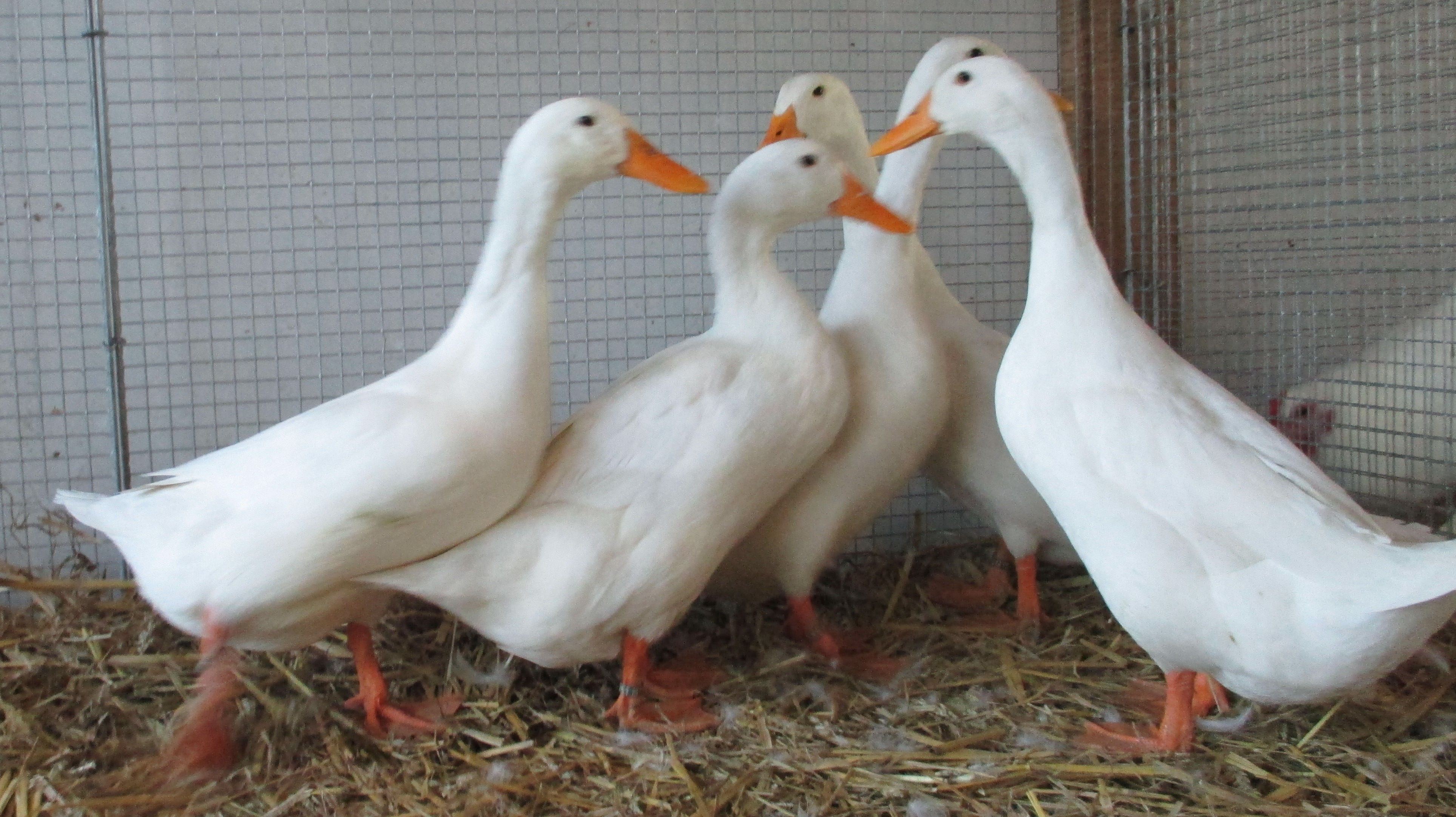
Deutsche Campbellenten, weiß

  - schwarz mit Latz, weiß, wildfarbig
- Dendermonder Ente (B), seltene Rasse
  - blau mit Latz, schwarz mit Latz
- Deutsche Campbellente (D)[7]
  - braun-dunkelwildfarbig, weiß
- Deutsche Pekingente, weiß (D)[8]
- Duclair-Ente (F), → Pommernente
  - blau mit Latz, schwarz mit Latz

## E
- Estaires Enten, weiß (F), seltene Rasse

## F
- Französische Rouenente, forellenfarbig (F)[7]

## G

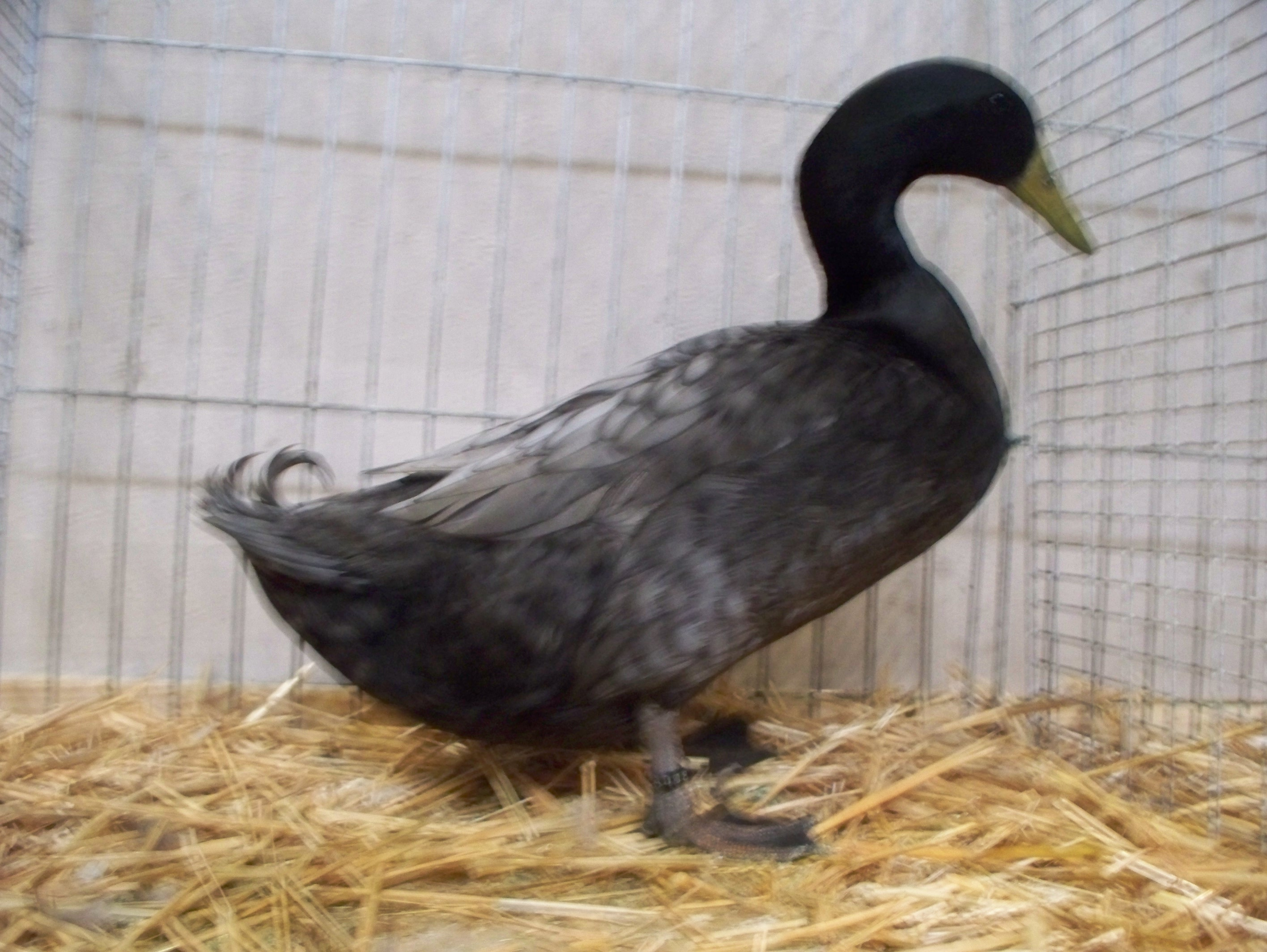
Erpel der Gimbsheimer Enten

- Gimbsheimer Ente, blau (D),[9] seltene Rasse

## H
- Havanna Ente, braun mit Latz (DK)[10]

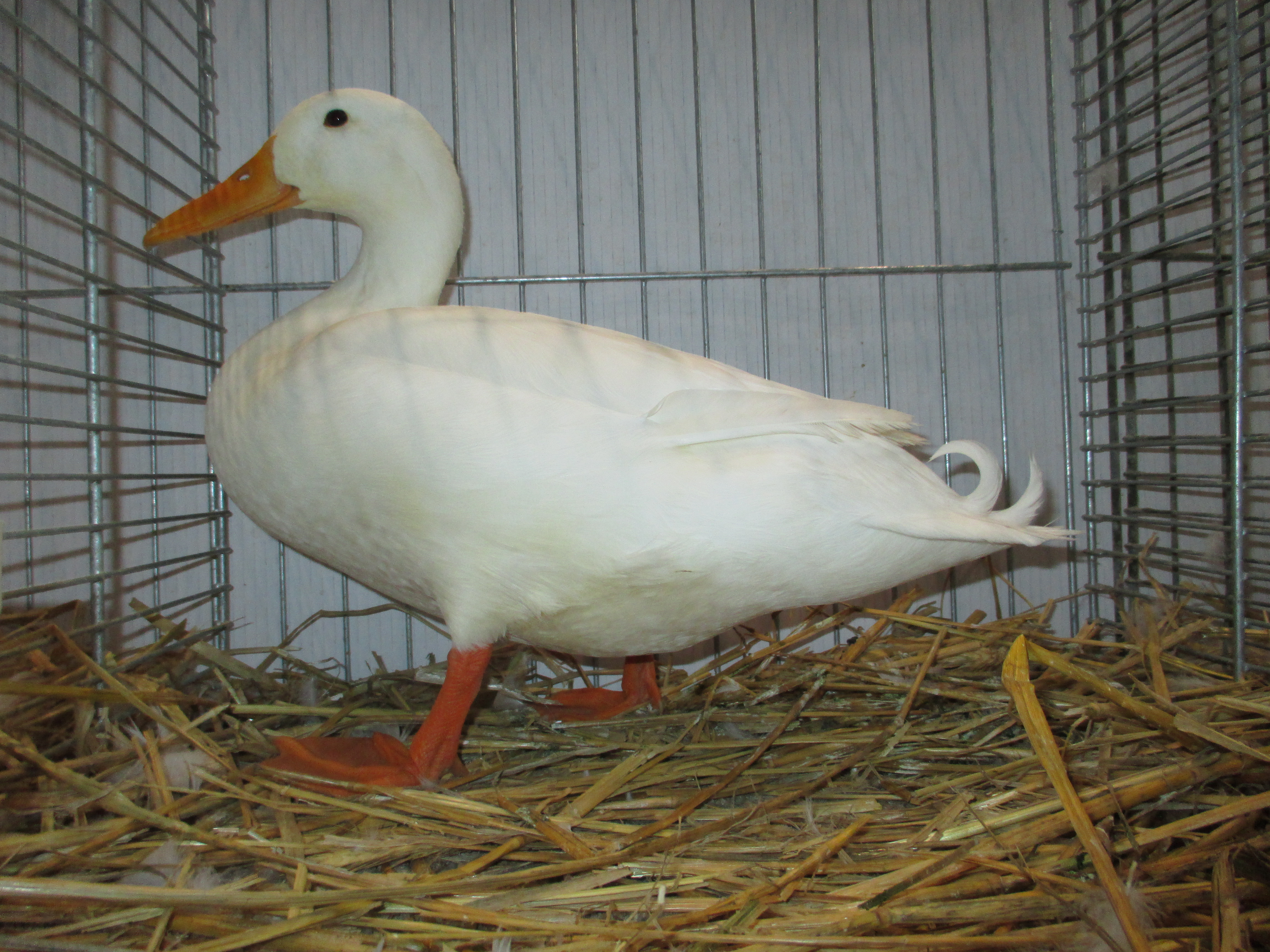
Erpel der Hochbrutflugenten

- Hochbrutflugente (D), mit und ohne Haube[11]
  - blau, blau mit Latz, blau-gelb, blau-gescheckt, blau-wildfarbig, blau-wildfarbig mit Latz, dunkel-wildfarbig, grobgescheckt-braunwildfarbig (seit 2011), schwarz, schwarz mit Latz, schwarz-gescheckt, silber-wildfarbig, weiß, wildfarbig, wildfarbig mit Latz, wildfarbig-gescheckt
- Huttegemer Enten (B), seltene Rasse
  - blau-geelsterd, schwarz-geelsterd

## K

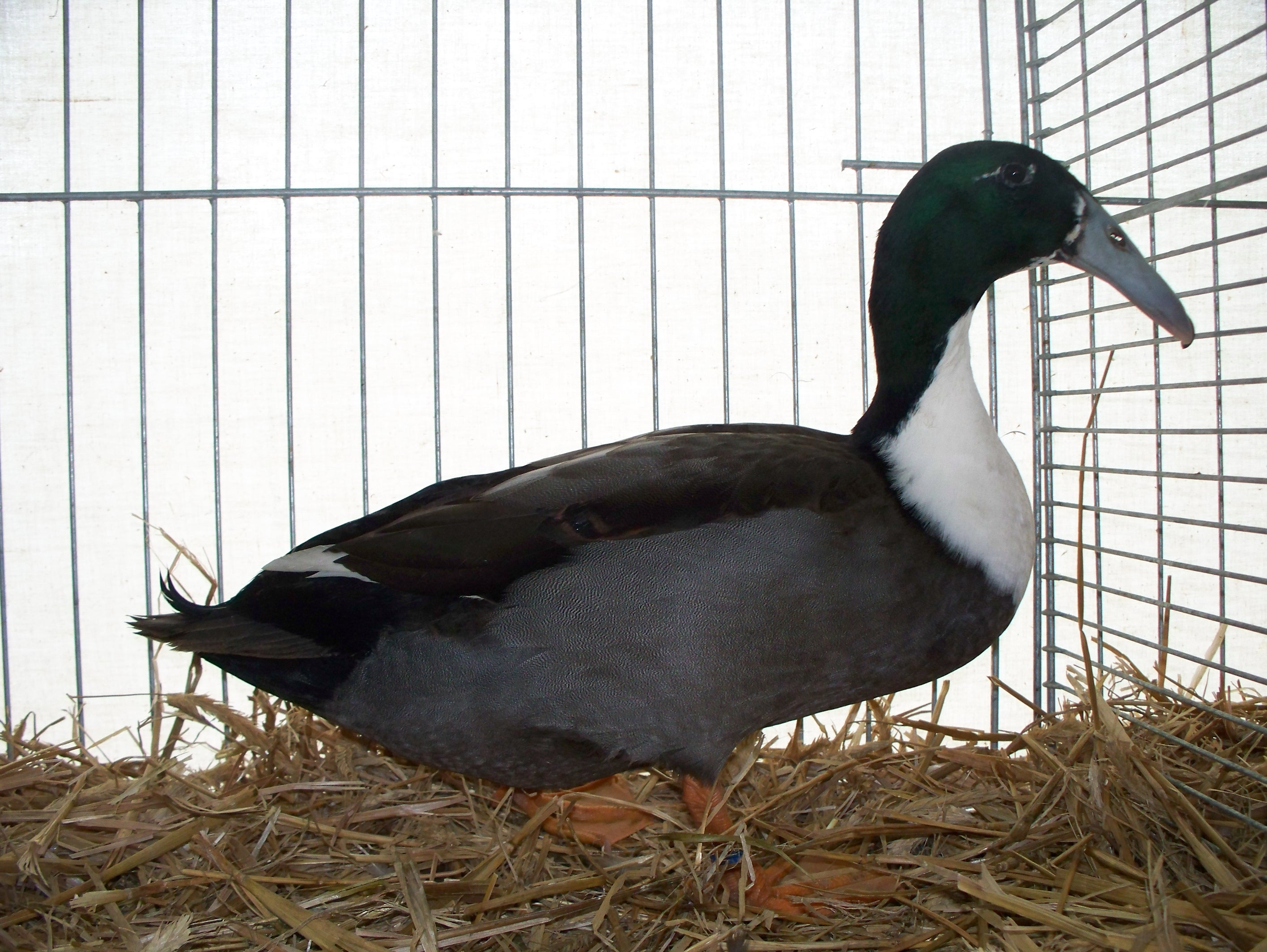
Erpel der Krummschnabelenten

- Krummschnabelente (NL),[12] seltene Rasse
  - dunkel-wildfarbig, dunkelwildfarbig mit Latz, weiß
  - blau-dunkelwildfarbig
- Kwakerenten
  - blau, blau mit Latz, blau-gelb, blau-dunkelwildfarbig, blau-wildfarbig, braun, braun mit Latz, gelb, schwarz, schwarz mit Latz, schwarz/blau/perlgrau, silber-wildfarbig, weiß, wildfarbig, dunkel-wildfarbig, wildfarbig-gescheckt

## L
- Landente, mit und ohne Haube (EE)[13]
- Laufente (EE)[14]

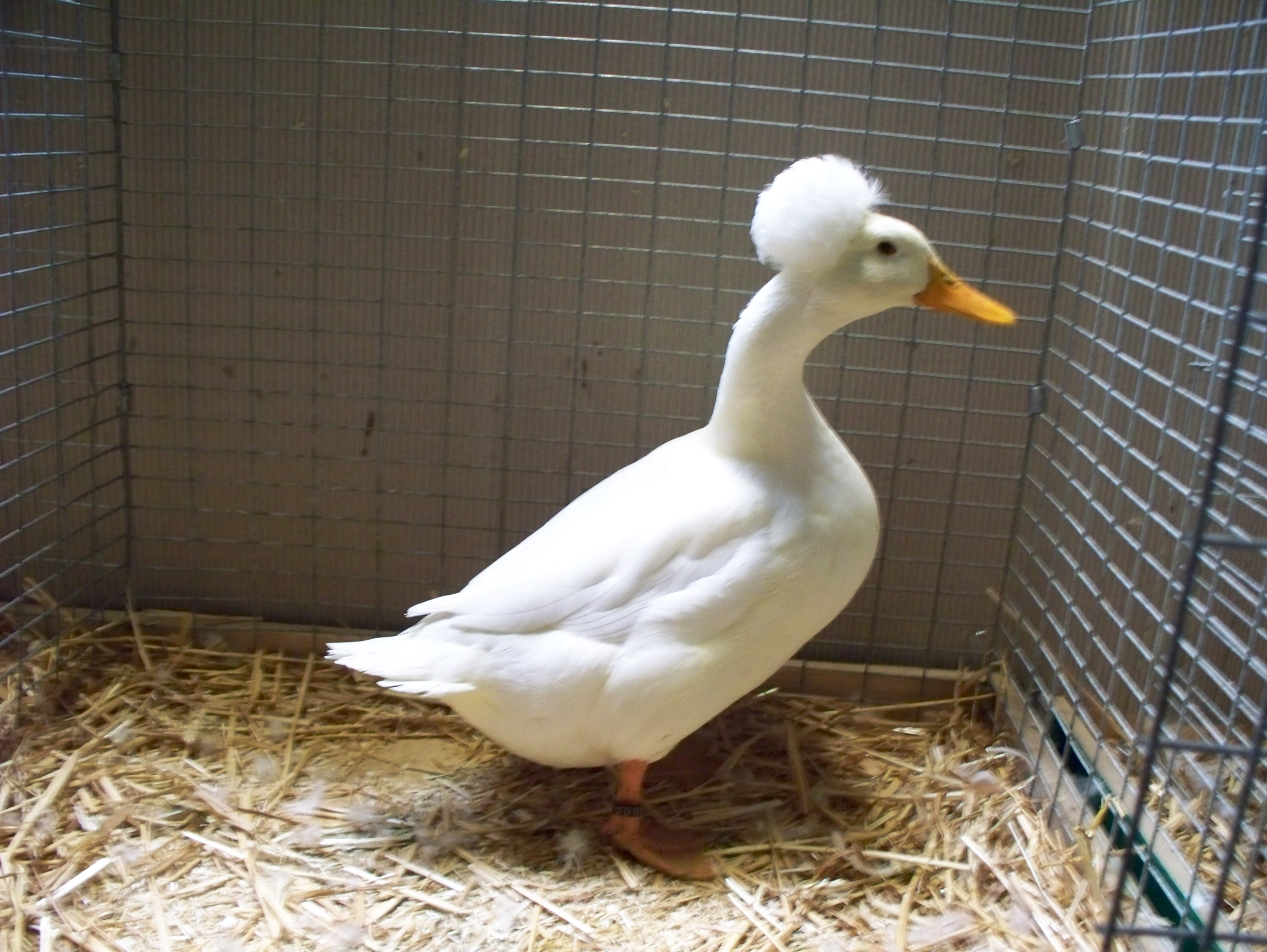
Landente mit Haube

  - blau, blau-gelb, braun, erbsgelb, forellenfarbig, rehfarbig-weißgescheckt, schwarz, silber-wildfarbig, weiß, wildfarbig
  - blau-forellenfarbig, braun-dunkelwildfarbig, gelb, gelb-weißgescheckt, silberfarbig-gebändert-wildfarbig

## M
- Merchtemer Enten, weiß (B), seltene Rasse
- Magpie-Ente (GB), → Altrheiner Elsterente

## N
- Nordholländische Weißlatzente, dunkel-wildfarbig mit Latz (NL), seltene Rasse

## O

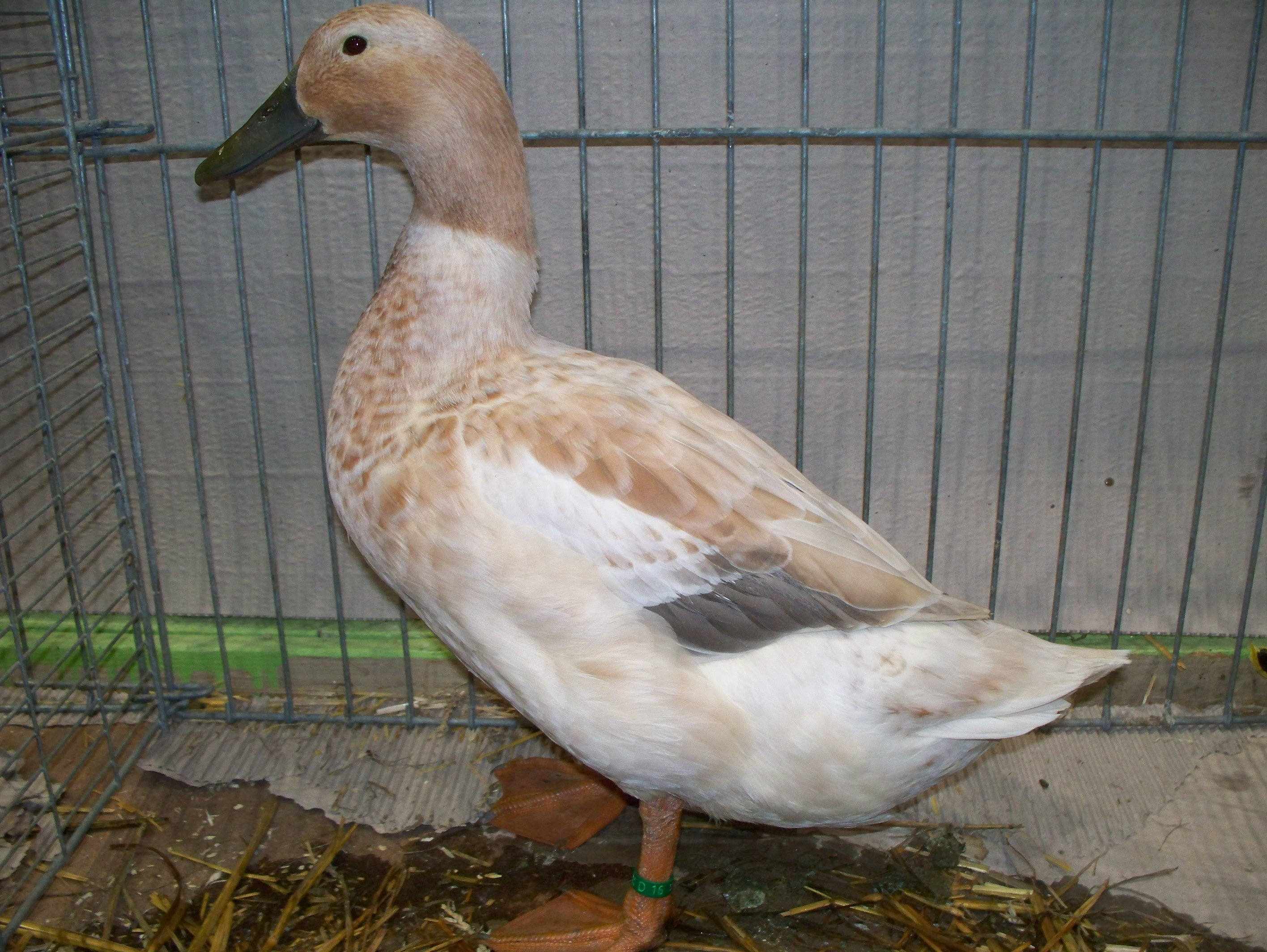
Overberger Ente

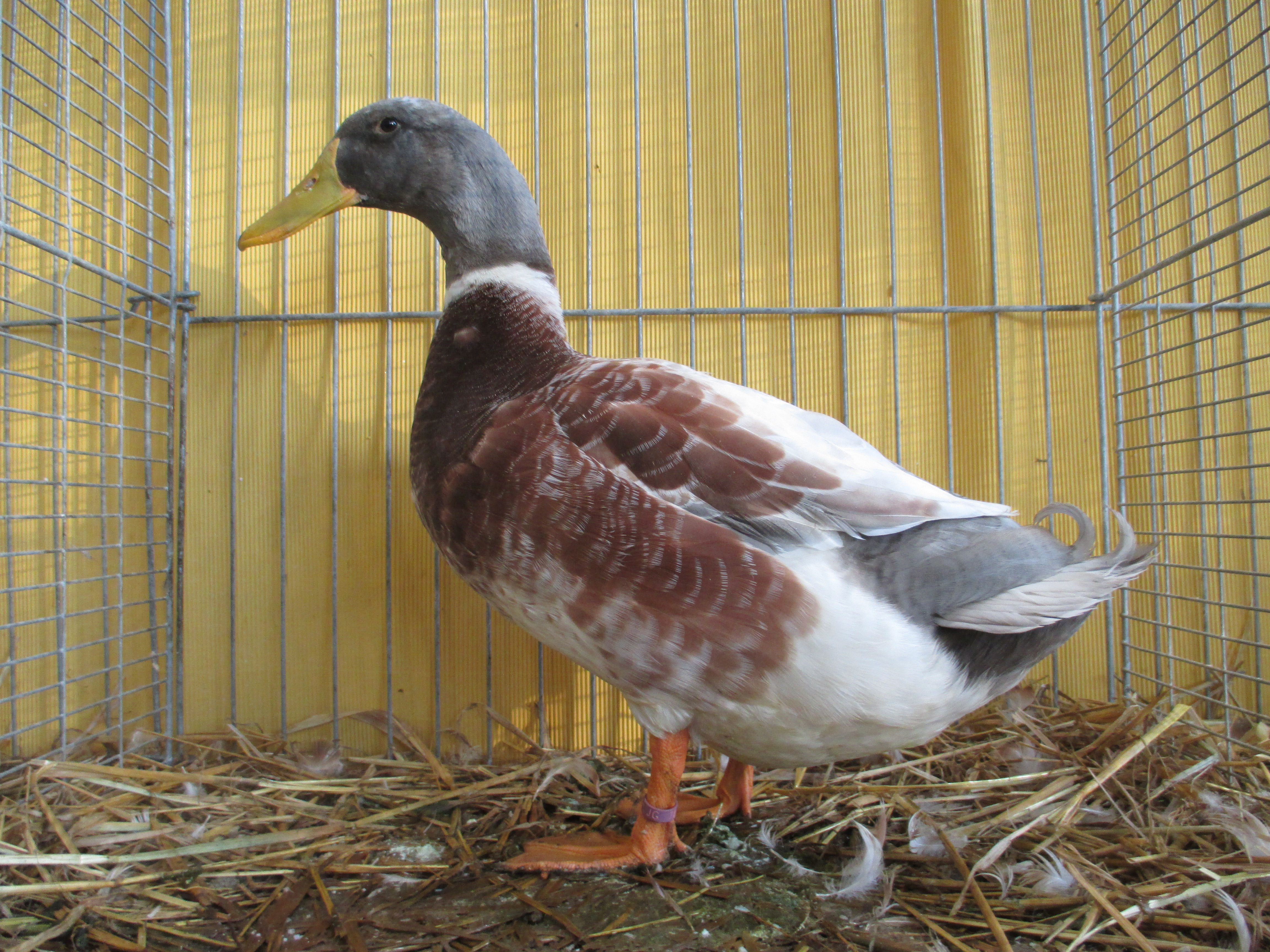
Overberger Erpel

- Orpingtonente, gelb (GB)[15]
- Overberger Ente, blaubronze (NL)[16]

## P
- Pekingente

→ Amerikanische Pekingente
→ Deutsche Pekingente
- Pommernente (D)[17]
  - blau, braun, schwarz[7]

## R
- Rouenente (GB)[18]
  - blau-wildfarbig, wildfarbig

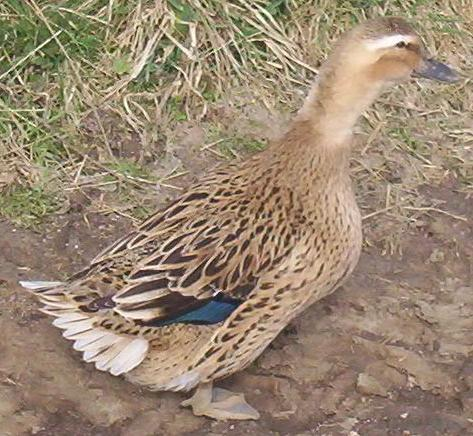
Rouen Clair-Ente

  - siehe auch: Französische Rouenente
- Rouen Clair-Ente, hell-wildfarbig (F)[19]

## S
- Sachsenente, blau-gelb (D)[20]
- Schwedenente

→ Pommernente
→ Schwedische Ente
- Schwedische Ente (S)[21]
  - gelb,[7] =Schwedische Gelbente

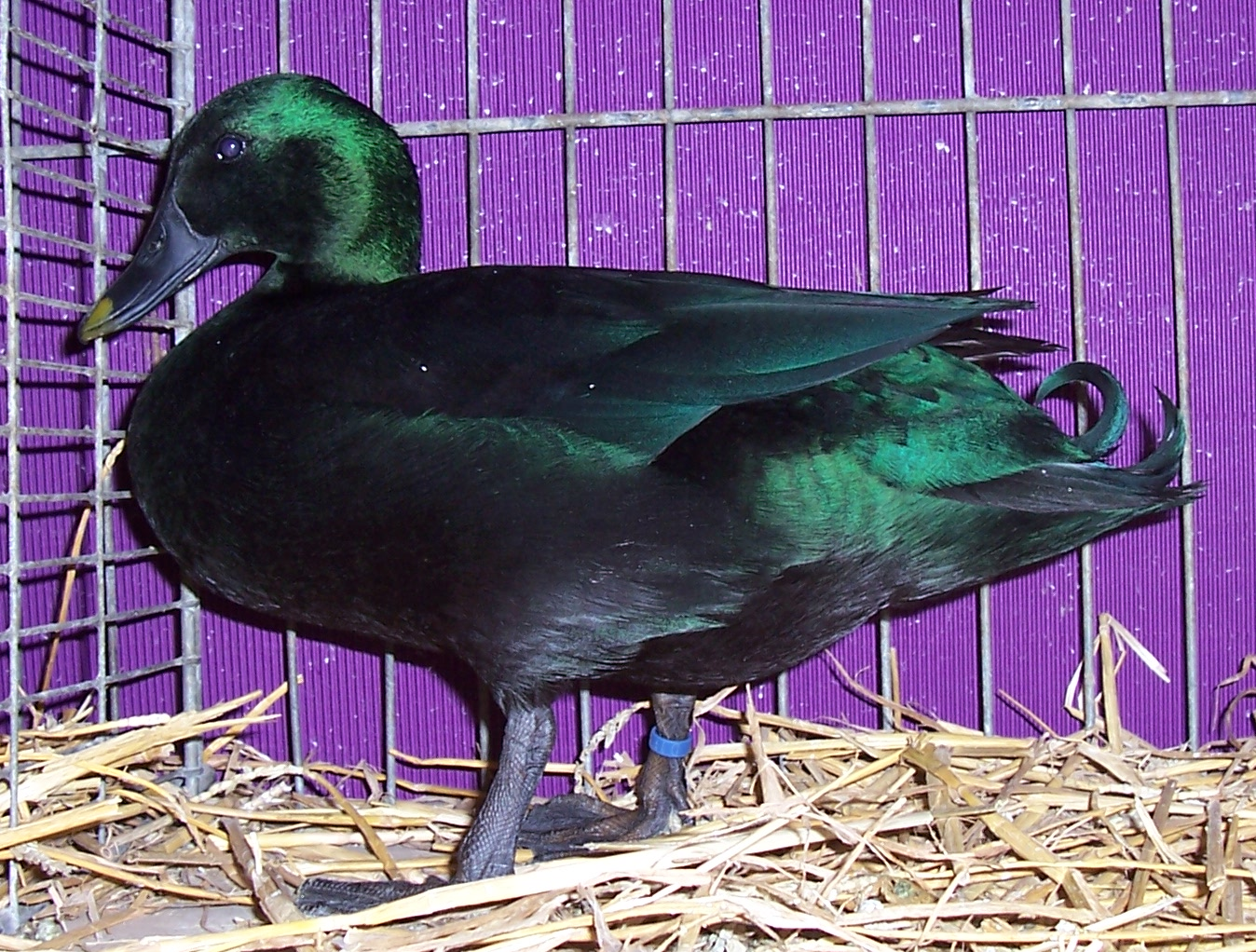
Erpel der Smaragdenten

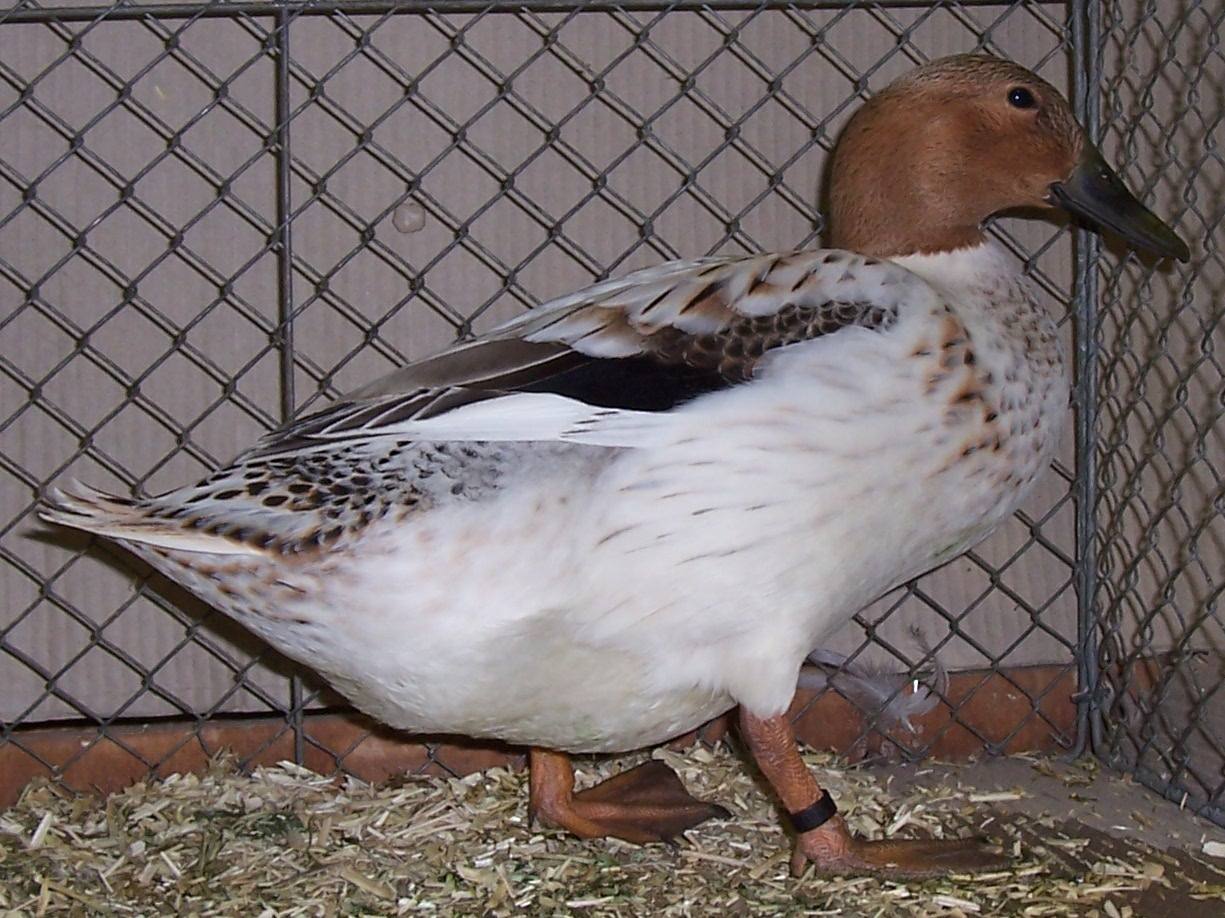
Streicherente

  - blau mit Latz, perlgrau mit Latz, schwarz mit Latz =Schwedische Blauente
- Semoiseenten, weiß, mit und ohne Haube (B), seltene Rasse
- Silver Appleyard Ente, silber-wildfarbig (GB)[7]
- Silver Appleyard Zwergente, silber-wildfarbig (GB)[7]
- Smaragdente, schwarz (EE)[22]
- Streicherente, silber-wildfarbig (GB)[23]

## U
- Uckermärker, → Pommernente

## V
- Veneto Ente, wildfarbig (I), seltene Rasse

= Venezianer Ente, Venezianische Ente
- Vorster Ente, weiß[7] (B), seltene Rasse
  - blau, blau-gesäumt, braun, perlgrau, perlgrau-gesäumt, schwarz
- Vouilléente (F)
  - schwarzbronze, blaubronze

## W

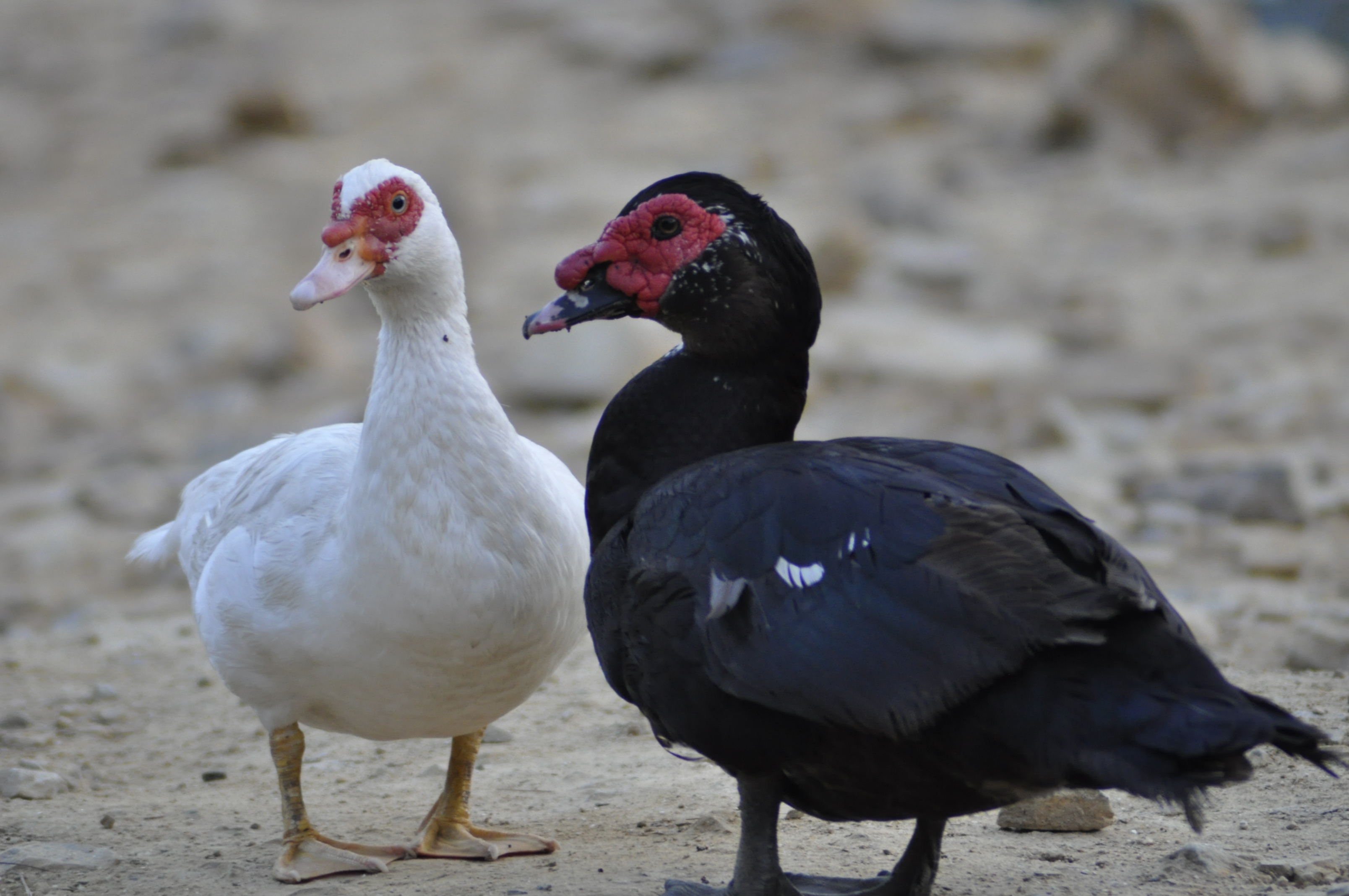
Warzenenten

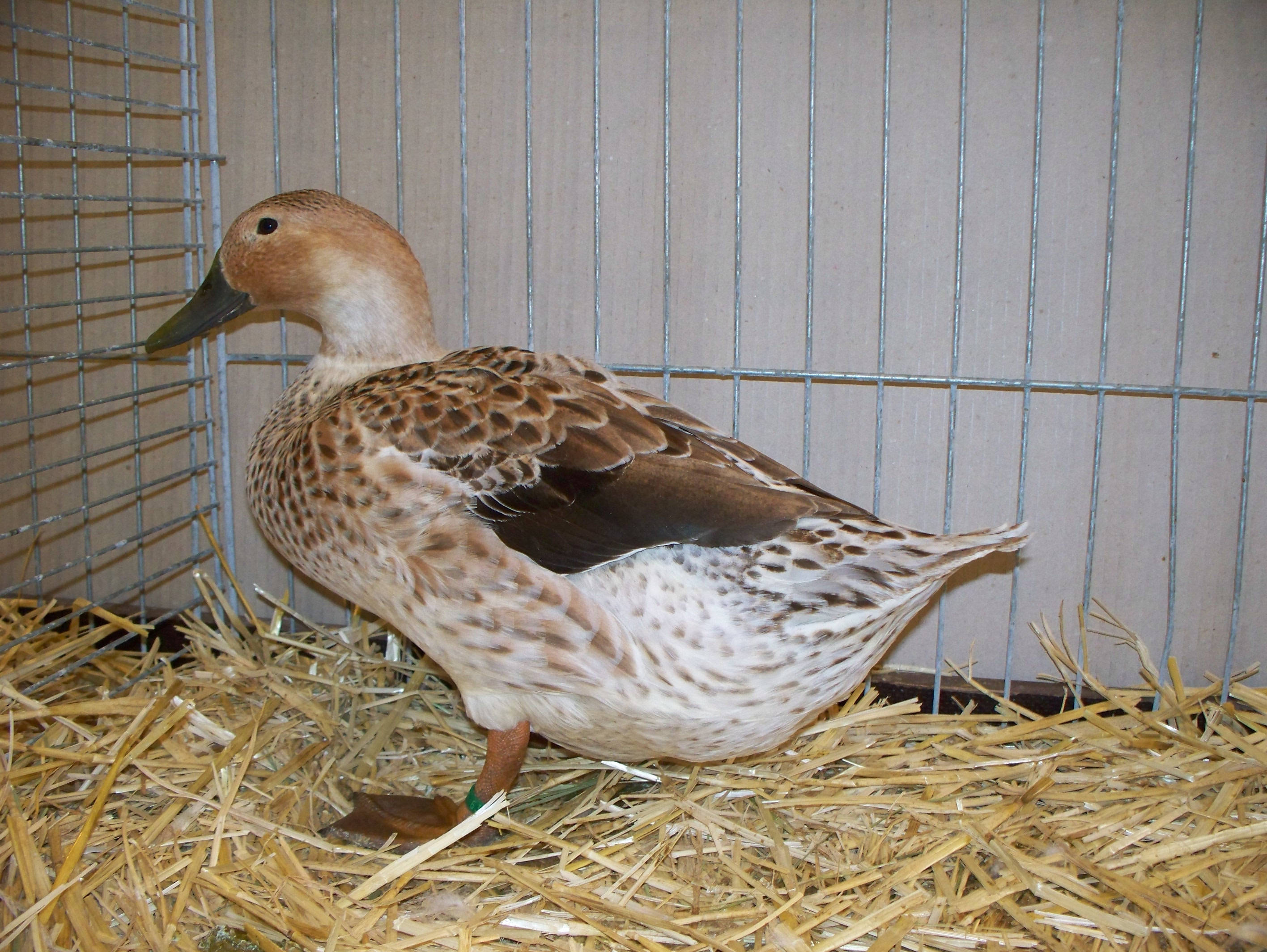
Welsh-Harlekin-Ente

- Warzenente (EE),[25] domestizierte Form der Moschusente
  - blau, blau-wildfarbig, braun-wildfarbig, perlgrau-wildfarbig
  - blau-bunt, blau-weißkopf, braun-bunt, braun-weißkopf, perlgrau, perlgrau-weißgescheckt, perlgrau-weißkopf
  - Schecken blau mit Latz, Schecken braun mit Latz, Schecken schwarz mit Latz
  - Schecken blau-gesäumt, Schecken perlgrau
  - schwarz, weiß, wildfarbig, wildfarbig mit Latz
  - schwarz-bunt, silbergrau-wildfarbig, weiß mit schwarzem Scheitel
- Welsh-Harlekin-Ente, creme-wildfarbig (GB),[26] seltene Rasse

## Z

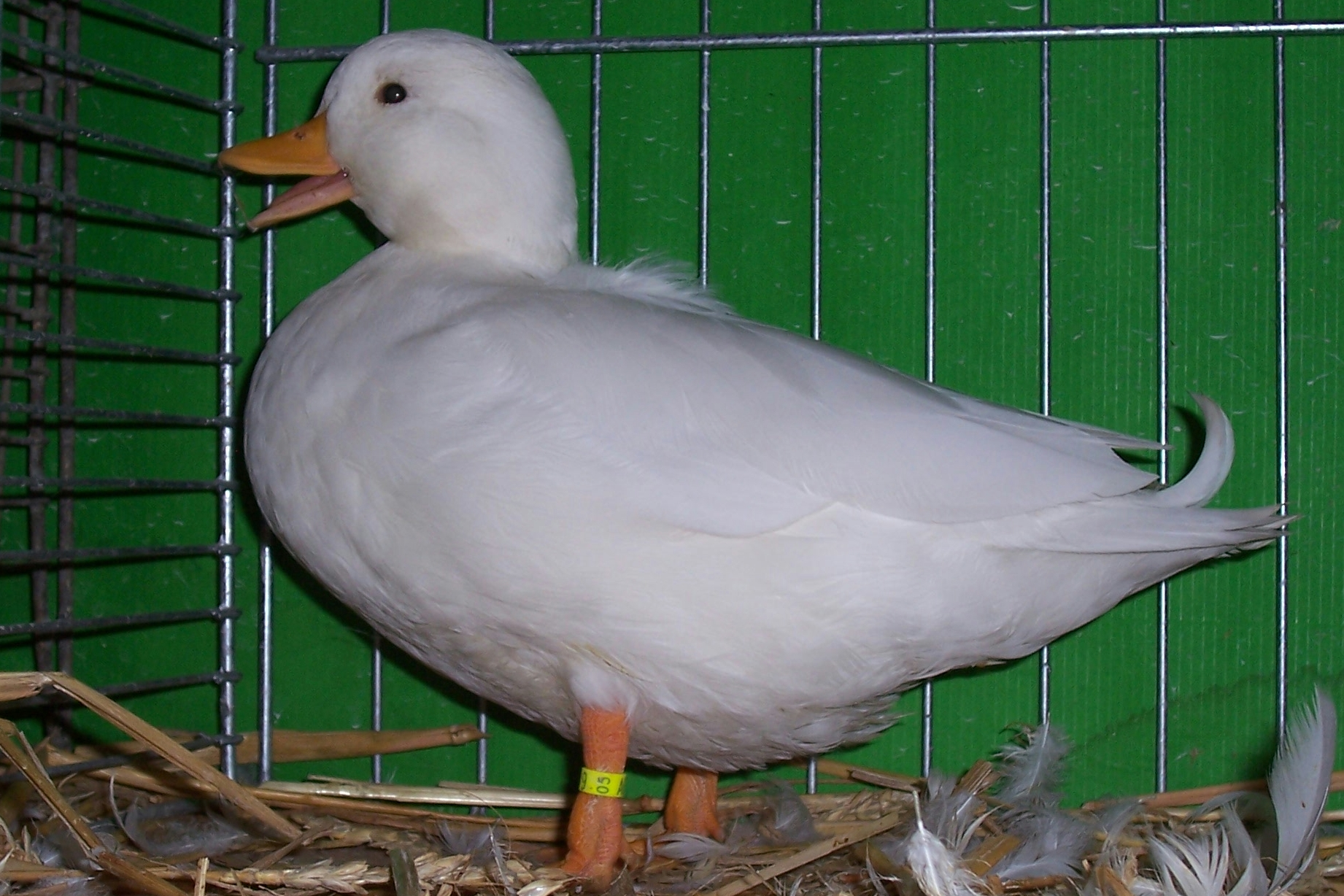
Weißer Erpel der Zwergente

- Zwerg-Appleyardente, → Silver Appleyard Zwergente
- Zwergente, mit und ohne Haube (NL)[27]
  - blau, blau-gescheckt, blau mit Latz, blau-gelb, blau-gelb-gescheckt, braun, blau-wildfarbig, braun mit Latz, schwarz, schwarz mit Latz, silberwildfarbig, weiß, wildfarbig, wildfarbig-gescheckt
  - seit 2010: butterscotch, gelb
  - seit 2011: blau-wildfarbig-gescheckt, gelbbäuchig, wildfarbig mit Latz
  - gelbbauch, gelbbauch-gescheckt, dunkel-wildfarbig, dunkel-wildfarbig-gescheckt, dunkel-wildfarbig mit Latz, schwarz-gescheckt, braun-wildfarbig, braun-wildfarbg-gescheckt, silberwildfarbig-gescheckt
- Zwerg-Haubenente, in allen Farben (NL), seltene Rasse